# Volta a Portugal - Lista de vencedores do Prémio Metas Volantes
Lista dos vencedores do Prémio das Metas Volantes da Volta a Portugal em Bicicleta.

## Lista de Vencedores
| 33                                                            | 2002 | Hélder Lopes            | Porta Ravessa |
| 32                                                            | 2001 | Pedro Martins           | Tavira        |
| 31                                                            | 2000 | Pedro Martins           | Tavira        |
| De 1997 a 1999 não houve prémio de vencedor de metas volantes |      |                         |               |
| 30                                                            | 1996 | José Barros             | W52 P.Fib.    |
| 29                                                            | 1995 | Gonçalo Amorim          | NH            |
| 28                                                            | 1994 | Walter Castignola       | Navigare      |
| 27                                                            | 1993 | Stancho Stanchev        | Tavira        |
| 26                                                            | 1992 | Carlos Marta            | Tavira        |
| 25                                                            | 1991 | Peter Petrov            | Tavira        |
| 24                                                            | 1990 | Carlos Marta            | Cantanhede    |
| 23                                                            | 1989 | Carlos Marta            | Lousa         |
| 22                                                            | 1988 | Carlos Marta            | Lousa         |
| 21                                                            | 1987 | Pedro Silva             | Sangalhos     |
| 20                                                            | 1986 | Carlos Santos           | Lousa         |
| 19                                                            | 1985 | António Pinto           | Tavira        |
| 18                                                            | 1984 | Paulo Ferreira          | Sporting CP   |
| 17                                                            | 1983 | Carlos Santos           | FC Porto      |
| 16                                                            | 1982 | Carlos Santos           | FC Porto      |
| 15                                                            | 1981 | José Amaro              | FC Porto      |
| 14                                                            | 1980 | Elias Campos            | Lousa         |
| De 1975 a 1979 não houve prémio de vencedor de metas volantes |      |                         |               |
| 13                                                            | 1974 | Fernando Mendes         | SL Benfica    |
| 12                                                            | 1973 | Francisco Alves Miranda | Sporting CP   |
| 11                                                            | 1972 | Manuel Gomes            | Sporting CP   |
| 10                                                            | 1971 | Emiliano Dionísio       | Sporting CP   |
| 9                                                             | 1970 | Leonel Miranda          | Sporting CP   |
| 8                                                             | 1969 | Pedro Moreira           | SL Benfica    |
| 7                                                             | 1968 | Pedro Moreira           | SL Benfica    |
| 6                                                             | 1967 | Pedro Moreira           | SL Benfica    |
| 5                                                             | 1966 | NH                      | NH            |
| 4                                                             | 1965 | Francisco Valada        | SL Benfica    |
| Em 1964 não houve prémio de vencedor de metas volantes        |      |                         |               |
| 3                                                             | 1963 | António Baptista        | Sangalhos     |
| 2                                                             | 1962 | NH                      | NH            |
| Em 1960 e 1961 não houve prémio de vencedor de metas volantes |      |                         |               |
| 1                                                             | 1959 | Alves Barbosa           | Sangalhos     |

## Títulos por equipa
| 6 títulos - Tavira 5 títulos - Sporting CP - SL Benfica 4 títulos - Lousã | 3 títulos - Sangalhos - NH - FC Porto | 1 título - Navigare - W52 P. Fib. - Porta da Ravessa - Cantanhede |